# Heimat 3 - Cronaca di una svolta epocale
Heimat 3 - Cronaca di una svolta epocale (Heimat 3 - Chronik einer Zeitenwende) è un film tedesco del 2004 diretto da Edgar Reitz. È composto da 6 episodi, per una durata totale di 11 ore e 39 minuti. È la terza parte della trilogia di Heimat, questa volta ambientata negli anni 1989-2000 soprattutto nei dintorni di Schabbach, località immaginaria nel Rhein-Hunsrück-Kreis.

## Episodi
- Ep. 1 Il popolo più felice della terra (Das glücklichste Volk der Welt), 1989
- Ep. 2 Campioni del mondo (Die Weltmeister), 1990
- Ep. 3 Arrivano i russi (Die Russen kommen), 1992-1993
- Ep. 4 Stanno tutti bene (Allen geht's gut), 1995
- Ep. 5 Gli eredi (Die Erben), 1997
- Ep. 6 Congedo da Schabbach (Abschied von Schabbach), 1999-2000